# Microptila pasak
Microptila pasak is een schietmot uit de familie Hydroptilidae. De soort komt voor in het Oriëntaals gebied.